# 230434 Johnhanley
230434 Johnhanley è un asteroide della fascia principale esterna. Scoperto nel 2002, presenta un'orbita caratterizzata da un semiasse maggiore pari a 2,944319 UA e da un'eccentricità di 0,138897, inclinata di 5,978704° rispetto all'eclittica.
È dedicato a John Hanley, ingegnere americano, membro del team NASA New Horizons.